# Santa Leocádia de Briteiros
Santa Leocádia de Briteiros (llamada oficialmente Briteiros (Santa Leocádia)) era una freguesia portuguesa del municipio de Guimarães, distrito de Braga.

## Historia
Fue suprimida el 28 de enero de 2013, en aplicación de una resolución de la Asamblea de la República portuguesa promulgada el 16 de enero de 2013 al unirse con la freguesia de Salvador de Briteiros, formando la nueva freguesia de Briteiros São Salvador e Briteiros Santa Leocádia.